# Antoni Rovira Viñas
Antoni Rovira Viñas (Barcelona, 26 de juny de 1952) és un jurista català. Catedràtic de Dret Constitucional de la Universitat Autònoma de Madrid. Director del Màster de Governança i Drets Humans i Director de la Càtedra UNESCO de Cultura de Pau i Drets Humans.

## Trajectòria professional
Doctor en Dret amb premi extraordinari i llicenciat en Filosofia. Ha treballat com a investigador a: Universitat d'Estrasburg (França), Universitat Autònoma de Madrid, Universitat de Colúmbia (Estats Units, Universitat d'Essex (Regne Unit), el Centre d'Estudis Polítics i Constitucionals i el CSIC. Entre 1981 i 1984 va ser coordinador de la UIMP a Barcelona, i va participar com a assessor especial de la representació espanyola en la Conferència Mundial de Drets Humans de Viena (juny de 1993). A més a més, va participar en diverses comissions per a l'elaboració de projectes de llei i reformes constitucionals de països americans i de l'est d'Europa. És membre fundador de la Federació Iberoamericana de l'Ombudsman (1995).
La seva carrera va estar també vinculada a la política. Va ser membre del Consell Consultiu de la Presidència de la Generalitat de Catalunya en l'exili amb el President Josep Tarradellas. El 1974 al costat del professor Enrique Tierno Galván va ser detingut i sancionat per les seves activitats polítiques d'oposició a la dictadura. És el director de les Obres completes d'Enrique Tierno Galván publicades en vuit toms per l'editorial Civitas.
El 1990 va ser nomenat adjunt segon al Defensor del Poble d'Espanya, i el 1996 adjunt primer. Després de la sortida de Fernando Álvarez de Miranda, Rovira va exercir de Defensor del Poble en funcions (1999-2000) fins a l'elecció d'Enrique Múgica.
Va ser director del departament de Dret públic i membre de la Comissió de Govern de la Universitat Autònoma de Madrid. El 2008 va ser proposat pel Parlament de Catalunya com a candidat a Magistrat del Tribunal Constitucional. A l'octubre de 2020 va ser nomenat conseller del Consell de Transparència i Participació de la Comunitat de Madrid a proposta del PSOE.

## Publicacions més rellevants
- Introducción al sistema político español (1982)
- El abuso de los derechos fundamentales (1983)
- La España autonómica (1985)
- Enrique Tierno Galván 1918-1986
- Derechos y libertades en la Constitución española de 1978 (1987)
- El derecho a la justicia (1995)
- Comentarios a la Ley Orgánica del Defensor del Pueblo (2002)
- Extradición y Derechos Fundamentales (2004)
- Humanos, demasiado humanos (1997)
- Autonomía personal y tratamiento médico (2007)
- Gobernanza democrática (2012)
- ¡No es justo! (2013)